# Flores da Cunha (Río Grande del Sur)
Flores da Cunha es un municipio brasileño del estado de Rio Grande do Sul.
Se encuentra ubicado a una latitud de 29º01'44" Sur y una longitud de 51º10'54" Oeste, estando a una altitud de 756 metros sobre el nivel del mar. Su población estimada para el año 2004 era de 26.813 habitantes.
Ocupa una superficie de 293,33 km².
- Datos: Q1757597
- Multimedia: Flores da Cunha / Q1757597

1. ↑  Worldpostalcodes.org,código postal n.º 95270-000.